# ルクミニ・ヴァサント
ルクミニ・ヴァサント（Rukmini Vasanth、1996年12月10日 - ）は、インドのカンナダ語映画、タミル語映画、テルグ語映画で活動する女優。2019年に『Birbal Trilogy』で女優デビューし、2023年に出演した『Sapta Saagaradaache Ello: Side A』ではフィルムフェア賞 カンナダ語映画部門審査員選出女優賞を受賞している。

## 生い立ち
バンガロールのカンナダ語話者家庭に生まれる。父のヴァサント・ヴェーヌゴーパールはインド陸軍の軍人（最終階級は陸軍大佐）であり、2007年にマラーター軽歩兵第9連隊長として赴任中のウリで発生した武装集団との戦闘で殉職し、死後にカルナータカ州出身者として初めてアショーク・チャクラ勲章（平時におけるインド軍の最高勲章）を授与された。母のスバーシニ・ヴァサントはバラタナティヤムの舞踊家であり、夫の死後に戦争で夫を喪ったカルナータカ州の未亡人を支援する団体を設立した。幼少期のルクミニは陸軍学校、空軍学校、ラーニングセンターで教育を受け、成長後はロンドンのブルームスベリーにある王立演劇学校に進学して演技を学んでいる。

## キャリア
2019年にM・G・シュリーニヴァース主演の『Birbal Trilogy』で女優デビューし、2023年にはラクシット・シェッティ主演の『Sapta Saagaradaache Ello: Side A』『Sapta Saagaradaache Ello: Side B』に出演して興行的な成功を収めた。同作の演技について、『ニュー・インディアン・エクスプレス』のA・シャラダーは「ルクミニは傑出した存在として軽々と頭角を現し、プリヤー役として素晴らしい演技を披露してくれた」と批評している。同年は『Baanadariyalli』でガネーシュとも共演している。2024年はシュリームラリ主演の『Bagheera』、シヴァ・ラージクマール主演の『Bhairathi Ranagal』に出演し、それぞれ興行的な成功を収めた。また、同年にはニキル・シッダールタ主演の『Appudo Ippudo Eppudo』でテルグ語映画デビューを果たした。

## フィルモグラフィー
| 年   | 作品                              | 役名           | 言語         | 備考 | 出典   |
| ---- | --------------------------------- | -------------- | ------------ | ---- | ------ |
| 2019 | Birbal Trilogy                    | ジャーンヴィー | カンナダ語   |      | [ 8 ]  |
| 2019 | Upstarts                          | NGOの少女      | ヒンディー語 |      | [ 17 ] |
| 2023 | Sapta Saagaradaache Ello – Side A | プリヤー       | カンナダ語   |      | [ 18 ] |
| 2023 | Sapta Saagaradaache Ello – Side B | プリヤー       | カンナダ語   |      | [ 18 ] |
| 2023 | Baanadariyalli                    | リーラー       | カンナダ語   |      | [ 19 ] |
| 2024 | Bagheera                          | スネーハー     | カンナダ語   |      | [ 20 ] |
| 2024 | Bhairathi Ranagal                 | ヴァイシャーリ | カンナダ語   |      | [ 21 ] |
| 2024 | Appudo Ippudo Eppudo              | ターラー       | テルグ語     |      | [ 22 ] |
| 2025 | Ace                               | Rukku          | タミル語     |      | [ 23 ] |
| 2025 | Madharasi                         |                | タミル語     |      | [ 24 ] |

## 受賞歴
| 年                                | 部門                               | 作品                                 | 結果                              | 出典                              |
| フィルムフェア賞 南インド映画部門 | フィルムフェア賞 南インド映画部門  | フィルムフェア賞 南インド映画部門    | フィルムフェア賞 南インド映画部門 | フィルムフェア賞 南インド映画部門 |
| --------------------------------- | ---------------------------------- | ------------------------------------ | --------------------------------- | --------------------------------- |
| 2024年                            | カンナダ語映画部門主演女優賞       | 『Sapta Saagaradaache Ello』         | ノミネート                        | [ 25 ] [ 26 ]                     |
| 2024年                            | カンナダ語映画部門審査員選出女優賞 | 『Sapta Saagaradaache Ello』         | 受賞                              | [ 25 ] [ 26 ]                     |
| 南インド国際映画賞                |                                    |                                      |                                   |                                   |
| 2024年                            | カンナダ語映画部門主演女優賞       | 『Sapta Saagaradaache Ello: Side A』 | ノミネート                        | [ 27 ]                            |
| 2024年                            | カンナダ語映画部門審査員選出女優賞 | 『Sapta Saagaradaache Ello: Side A』 | 受賞                              | [ 27 ]                            |
| IIFAウトサヴァム                  |                                    |                                      |                                   |                                   |
| 2024年                            | カンナダ語映画部門主演女優賞       | 『Sapta Saagaradaache Ello: Side A』 | 受賞                              | [ 28 ]                            |